# 啟基學校
啟基學校（英語：Chan's Creative School），是一間位於深水埗區的男女子私立小學，校舍現在位於界限街71號，校訓為「明德愛主，勵學志仁」，於1995年由陳氏教育機構創立。

## 校政管理
歷任校監
- 陸趙鈞鴻 女士（1995年－2022年）[3]
- 黃陸永恩 女士（2022年－）[1]

歷任校長
- 莫鳳儀 女士（1995年－2013年）
- 陳美顏 女士（2013年－2023年）
- 何燕華 女士（2023年－）

## 歷史
1995年，陳氏教育機構創辦啟基學校，初時只開設一年級和二年級，而第一任校監為陸趙鈞鴻博士，校長為莫鳳儀女士。三年之後，該校逐遷往位於界限街71號的新校舍（校舍前為深水埗中學），而舊校舍則改為活動室。2002年，該校創立家長教師會。2013年，莫鳳儀校長正式宣佈退休，轉為榮譽校董，並由陳美顏女士接任。2022年，校監陸趙鈞鴻女士向該校校董會請辭，由黃陸永恩女士接任。2023年，陳美顔校長正式退休，由何燕華副校長接替。
啟基學校為啟思幼稚園九龍塘正校的直屬小學。
該校曾有不少名人到訪，如前民政事務局局長何志平、蘿崗區教育局局長孫靚平等等。

## 教學方針
啟基學校教學方針為「五心教育」（指愛心、關心、耐心、真心、童心），設「早上學習、下午活動」(下午自修堂做功課)，下午有很多項課外活動供同學選擇。另外，該校每年均舉辦天才表演日，每年開場一次，令每個同學都有機會展示才華。

## 著名/傑出校友
- 吳諾弘：香港劍擊運動員、前TVB童星
- 羅哲琛：曾於無綫新聞演唱「屯馬開通真的很興奮」
- 徐嘉蔚：獨立唱作歌手

## 外部連結
- 官方网站